# معركة يونيك
معركة يونيك ((بالألبانية: Beteja e Junikut)‏؛ (بالصربية: Битка за Јуник)‏، Bitka za Junik) هي معركة جرت في مدينة يونيك خلال حرب كوسوفو بين جيش تحرير كوسوفو (KLA) والقوات المسلحةلجمهورية يوغوسلافيا الاتحادية.
استولى جيش تحرير كوسوفو في وقت مبكر من الحرب على مدينة يونيك، وأصبحت المدينة مركزًا لتهريب الأسلحة من شمال ألبانيا بسبب موقعها الاستراتيجي. حاصر الجيش اليوغوسلافي وقوات وزارة الشؤون الداخلية الصربية المدينة في 28 يوليو 1998، ووقعت بين الطرفين اشتباكات شديدة استمرت لما يقرُب ثلاثة أسابيع من بعد ذلك. وفي 16 أغسطس، اقتحمت الوحدة الصربية الخاصة لمكافحة الإرهاب المدينة، مما أجبر ما تبقى من مُقاتلي جيش تحرير كوسوفو على الفرار إلى التلال والغابات المحيطة.
قُتل في المعركة أربعة من أفراد الشرطة الخاصة وجُنديين من الجيش اليوغوسلافي، أما جيش تحرير كوسوفو فقد سُجلت 13 وفاة في صُفوف عناصره.أما في صفوف المدنيين، فقد خلفت المعركة ثمانية قتلى مدنيين من ألبان كوسوفو، وتشريد 12,000 مدني ألباني. بعد سقوط يونيك، أعربت الولايات المتحدة عن قلقها من أن القوات الحكومية زرعت ألغام أرضية حول المدينة. وكرد مباشرا على عملية الاستيلاء على المدينة، أصدر مجلس الأمن التابع للأمم المتحدة القرار 1199 في 23 سبتمبر 1998،والذي يدعُو إلى إنهاء الأعمال العدائية في كوسوفو.